# Alison Cockburn
Alison Cockburn, anche  Alison Rutherford, o  Alicia Cockburn (Selkirkshire, 8 ottobre 1712 – Edimburgo, 22 novembre 1794), è stata una poetessa scozzese, socialite e conduttrice di un circolo culturale composto da amici famosi, membri dell'Illuminismo scozzese del XVIII secolo, tra cui Walter Scott, Robert Burns e David Hume.

## Biografia
Nata a Fairnilee House, negli Scottish Borders, tra Galashiels e Selkirk, era la figlia di Robert Rutherfurd di Fairnalee. Sposata con un avvocato impoverito, tale Patrick Cockburn di Ormiston nel 1731, la coppia non fu in grado di permettersi un'abitazione propria, ma visse per 4 anni presso l'anziano e bigotto padre di Patrick.
Alla morte del suocero, Alison si trasferì col marito a Edimburgo ed iniziò a frequentare l'alta società, che l'accettò di buon grado nonostante la condizione inferiore, grazie alla sua arguzia e amabilità.
Pubblicò ballate e poesie, fu inoltre un'instancabile scrittrice di lettere e compositrice di parodie, discorsi e pezzi satirici. Tuttavia, la sua opera "Flowers of the Forest" (Fiori della foresta) è l'unica ad essere considerata meritevole di valore letterario.